# Marty Robbins
Martin David Robinson (gekend als Marty Robbins) (Glendale (Arizona), 26 september 1925 - Nashville (Tennessee), 8 december 1982) was een Amerikaanse countryzanger, songwriter en muzikant. Hij wordt beschouwd als een van de populairste countrymuzikanten uit zijn tijd. Hij behaalde regelmatig de top van de country-hitlijsten en schreef ook pophits.

## Biografie
Robbins werd geboren in Glendale (Arizona) in een gezin van 10 kinderen. De moeilijke situatie thuis zorgde ervoor dat hij in 1937 het ouderlijk huis verliet en in 1942 bij de United States Navy in dienst ging. Tijdens de Tweede Wereldoorlog was hij gestationeerd op de Salomonseilanden in de Grote Oceaan waar hij gitaar leerde spelen en begon met muziek te schrijven.
Nadat zijn militaire dienst eindigde in 1947, begon hij lokaal op te treden in Phoenix en kreeg zijn eigen televisieshow op KPHO-TV in Phoenix. Nadat countryzanger Little Jimmy Dickens te gast was in zijn show, bezorgde deze hem een platencontract bij Columbia Records. Dit was de start van een vijfendertigjarige carrière met veel nummer-1 hits en optredens in de Grand Ole Opry in Nashville, Tennessee.
Robbins trouwde op 27 september 1948 met Marizona Baldwin (11 september 1930 – 10 juli 2001) aan wie hij later het lied My Woman, My Woman, My Wife opdroeg. Ze kregen twee kinderen, Ronny en Janet.
In december 1982 kreeg Robbins zijn derde hartinfarct in dertien jaar en stierf in het hospitaal door complicaties na de hartoperatie.
Robbins werd in 1975 opgenomen in de Nashville Songwriters Hall of Fame, in 1989 in de Western Music Association Hall of Fame, in 1982 in de Country Music Hall of Fame en in 2009 in America's Old Time Country Music Hall of Fame

## Films
Robbins speelde tussen 1957 en 1982 in verschillende speelfilms en televisieseries waaronder Guns of a Stranger uit 1973. In 1967 speelde hij in een autoracefilm Hell on Wheels. In 1982 speelde hij Smoky, een muzikant in de film Honkytonk Man van Clint Eastwood. Hij overleed enkele weken vooraleer de film in de zalen kwam.

## NASCAR
Robbins was een grote NASCAR-fan en reed tussen 1966 en 1982 regelmatig races waarbij hij zes maal in de top tien eindigde. Na zijn overlijden werd in 1983 de Coors 420 ter ere van Robbins omgedoopt in de Marty Robbins 420.

## Discografie
Marty Robbins bracht 52 studioalbums uit, 13 verzamelalbums en 100 singles. Robbins bereikte in zijn carrière 17 maal de eerste plaats in de Billboard Hot Country Songs en bereikte 82 maal de single-top 40.

### Hot Country Songsnummer 1-singles
- I'll Go on Alone - 1952
- Singing the Blues - 1956
- A White Sport Coat - 1956
- The Story of My Life - 1957
- Just Married - 1958
- El Paso - 1959
- Don't Worry - 1961
- Devil Woman - 1962
- Ruby Ann - 1962
- Begging to You - 1963
- Ribbon of Darkness - 1965
- Tonight Carmen - 1967
- I Walk Alone - 1968
- My Woman, My Woman, My Wife - 1969
- El Paso City - 1975
- Among My Souvenirs - 1976

## Trivia
Een technisch mankement in de mengtafel tijdens de opname van Robbins’ song Don’t worry in 1960 was onbedoeld van groot belang voor de ontwikkeling van de rockmuziek. Tijdens de opname ontstond er een defect in het kanaal van de basgitaar waardoor het signaal enorm overstuurde. Er werd besloten de opname met dit unieke geluid uit toch te brengen. Een technicus uit die studio besloot een apparaat te ontwikkelen waarmee dit geluid kon worden gereproduceerd. Deze Maestro Fuzz-tone uit 1962 was de eerste fuzzbox ooit. Het apparaat werd pas een commercieel succes toen Keith Richards van The Rolling Stones hem in 1965 voor de gitaar-riff van hun hit Satisfaction gebruikte.